# Instituto Paul Ehrlich
El Instituto Paul Ehrlich (en alemán: Paul-Ehrlich-Institut - Bundesinstitut für Impfstoffe und biomedizinische Arzneimittel, PEI) es el Instituto Federal Alemán de vacunas y biomedicinas. Fue fundado en 1896 y está subordinado al Ministerio Federal de Salud . El 1 de noviembre de 1972 se convirtió en autoridad federal superior independiente, con la ley sobre el establecimiento de una oficina federal de sueros y vacunas.  El instituto es un Centro Colaborador de la OMS para el aseguramiento de la calidad de productos sanguíneos y dispositivos de diagnóstico in vitro . Está ubicado en Langen, Hesse, cerca de Frankfurt. Anteriormente  estuvo ubicado en Frankfurt durante la mayor parte del siglo XX. Lleva el nombre de su primer director y fundador, el médico, inmunólogo y premio Nobel Paul Ehrlich. El 23 de julio de 2009, su nuevo nombre sustituyó al antiguo de "Oficina Federal de sueros y vacunas".

## Historia
El Instituto Paul Ehrlich surgió del Instituto Estatal de Terapia Experimental, cuya tarea era revisar las vacunas y los sueros y realizar investigaciones sobre el cáncer y la sífilis.  El 1 de junio de 2021, el Instituto celebró su 125 aniversario. Fue fundado el 1 de junio de 1896 en Steglitz, Berlín como el Instituto de Investigación y Análisis de Sueros ( Institut für Serumforschung und Serumprüfung ), con Paul Ehrlich como su primer director. El instituto se fundó específicamente para proporcionar una plataforma para la investigación de Ehrlich. En 1899, se trasladó a Frankfurt y pasó a llamarse Instituto Real de Terapia Experimental ( Königliches Institut für experimentelle Therapie ). Después de que Alemania se convirtió en república en 1919, pasó a llamarse Instituto Nacional de Terapia Experimental ( Staatliches Institut für Experimentelle Therapie ). Ehrlich recibió numerosos honores en Alemania y fue galardonado con el Premio Nobel de Medicina de 1908. En 1947, el instituto pasó a llamarse Instituto Paul Ehrlich en honor a su director fundador. En 1987, el instituto se mudó de Paul-Ehrlich-Straße en Frankfurt a Langen, Hesse, un suburbio al sur de Frankfurt.

## Actividades

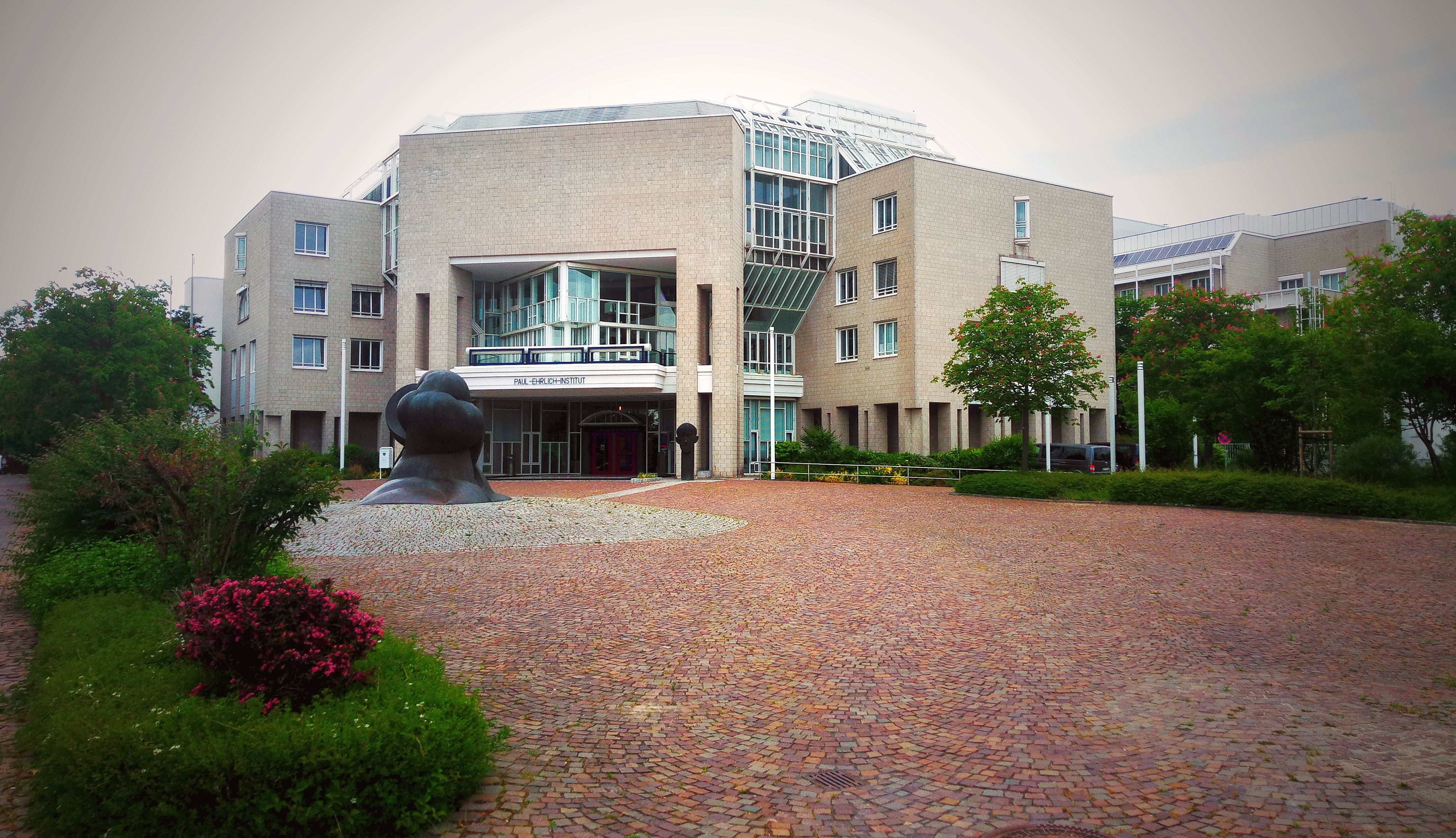
Entrada del instituto en 2022

Las tareas regulatorias del Instituto Paul Ehrlich incluyen la autorización de comercialización de grupos particulares de medicamentos y la aprobación de ensayos clínicos.  Los medicamentos a cargo del PEI son: vacunas para humanos y animales, medicamentos que contengan anticuerpos, alérgenos para terapia y productos para pruebas diagnósticas, sangre y hemoderivados y tejidos y medicamentos para terapia génica, terapia celular somática y terapia celular xenogénica .
El Paul-Ehrlich-Institut es responsable de la aprobación y liberación estatal de lotes de dispositivos médicos, vacunas y medicamentos biomédicos y contribuye significativamente a la seguridad de estos medicamentos. El Instituto se ocupa de la aprobación de los ensayos clínicos de los medicamentos que supervisa. Las tareas también incluyen la preparación y el control de pandemias con vacunas y otros medicamentos. 
Además de la aprobación, una tarea importante del Paul-Ehrlich-Institut es también proporcionar asesoramiento científico. Además, la investigación es una de las tareas centrales del instituto.

## Directores y Presidentes
- 1896-1915:Paul Ehrlich (1854-1915) (Premio Nobel de Medicina en 1908)
- 1917-1935 Guillermo Kolle (1868-1935)
- 1938-1948 Ricardo Otto (1872-1952)
- 1949-1962 Ricardo Prigge (1896-1967)
- 1962-1966 Günther Heymann (1917–2014)
- 1966-1969 Niels Kaj Jerne (Premio Nobel de Medicina en 1984) (1911-1994)
- 1969-1973 Günther Heymann
- 1974-1986 Hans Dieter Brede (1921–1998)
- 1986-2000 Reinhard Kurth (1942–2014)
- 2001-2009 Johannes Löwer (n.1994) (en funciones 1999-2001)
- 2009- Klaus Cichutek (n.1956)[7]